# Albert Dou
Alberto Dou Mas de Xaxàs (Olot, 21 dicembre 1915 – Sant Cugat del Vallès, 18 aprile 2009) è stato un matematico spagnolo. Di nobile famiglia (era marchese di Olèrdola) faceva parte della Compagnia di Gesù.

## Biografia
Alberto Dou Mas de Xaxàs era membro della Reale accademia delle scienze esatte, fisiche e naturali e corrispondente Real Academia de Ciencias y Artes di Barcelona. È stato autore di numerosi studi e lavori di ricerca sulla matematica e la fisica, e collaboratore di numerose riviste.
Fu professore presso l'Università di Deusto, della quale fu rettore tra il 1974 e il 1977.
È stato anche rettore della Escuela Técnica Superior de Ingeniería ICAI e della Pontificia Università Comillas di Madrid tra il 1978 e il 1981.
Alberto Dou inoltre ha trascorso lunghi periodi di insegnamento e di ricerca al Matethematisches Seminär di Amburgo e al Courant Institute di New York e ha lavorato con numerose organizzazioni internazionali. Si sottolinea la sua collaborazione al Programma Apollo della NASA.
È stato presidente della Real Sociedad Matemática Española tra il 1960 e il 1963, e membro di numerose associazioni culturali, scientifiche e tecniche. Ha ricevuto decorazioni e civili militari, tra le quali la Gran Croce dell'Ordine civile di Alfonso X il Saggio al Merito di insegnamento.
È importante la sua collaborazione all'identificazione del papiro 7Q5, in cui ha fatto una significativa applicazione al caso della scienza informatica.